# Ager Falernus
Ager Falernus, talvolta tradotto in Agro Falerno o in Campo Falerno, è il nome con cui si identificava, in epoca romana, una parte del territorio della Campania corrispondente agli odierni comuni di Carinola, Falciano del Massico, Mondragone e, in minima parte, di Sessa Aurunca e Cellole, in provincia di Caserta.
L'area fu teatro della battaglia dell'Ager Falernus, durante la seconda guerra punica, ed era la zona di produzione del vino Falerno, fra i più apprezzati nell'antica Roma.

## Storia
Delimitato dal mar Tirreno, dalla catena del monte Massico e dal fiume Volturno, l'Ager Falernus prese forse il nome dalla scomparsa città di Faleria (da non confondere con l'antica Falerii e con l'odierna Faleria, in provincia di Viterbo). Fu parte del territorio di Capua fino alla battaglia del Vesuvio del 340 a.C., dopo la quale venne annesso dalla Repubblica romana. I romani vi istituirono la tribù Falerna nel 318 a.C. e, nel 295 a.C., vi fondarono la colonia di Sinuessa, precedentemente un insediamento aurunco membro della locale pentapoli.
Attraversato dal fiume Savone e dall'Appia antica, che superava il corso d'acqua grazie al pons Campanus, l'Ager Falernus fu interessato dalle vicende belliche della seconda guerra punica, combattuta fra Roma e Cartagine: nel 217 a.C. Annibale devastò infatti il territorio e fu affrontato da Fabio Massimo il "Temporeggiatore" nella battaglia dell'Ager Falernus, risoltasi con un fallito accerchiamento da parte dei romani e con un'ordinata ritirata cartaginese.
L'Ager Falernus fu molto apprezzato per la qualità dei suoi prodotti agricoli e in modo particolare per il suo vino, il Falerno, considerato fra i migliori del mondo romano. Per diversi motivi - fra cui le pestilenze, le invasioni barbariche ed il crollo dell'Impero romano d'Occidente - il territorio subì un vasto spopolamento fra la fine dell'Antichità e l'inizio del Medioevo, culminato con l'abbandono di Sinuessa.
Altri centri abitati presenti nell'Ager Falernus erano Aquae Sinuessanae, Vicus Caedicius e Forum Popilii.